# Peer Kluge
Pour les articles homonymes, voir Kluge.
Peer Kluge est un ancien footballeur allemand né le 22 novembre 1980 à Frankenberg. Il évoluait au poste de milieu de terrain. 
Auteur de bonnes performances sous le maillot de Nuremberg malgré une saison difficile sur le plan collectif, il rejoint en janvier 2010 l'un des meilleurs clubs de Bundesliga, le FC Schalke 04.
En juin 2012, il rejoint le Hertha Berlin, club relégué en Bundesliga 2.

## Palmarès
- Schalke 04
  - Vainqueur de la Coupe d'Allemagne : 2011